# Église Saint-George (Stockholm)
L'église  Saint-George (en suédois : Sankt Görans kyrka) est une église située dans le quartier de Kungsholmen à Stockholm en Suède,.

## Présentation
Le chœur compte le grand retable d'Einar Forseth avec trois croix vides au centre. 
De plus, Jésus est entouré des quatre symboles évangéliques et une suite d'images de la vie de Jésus sont regroupées sur les côtés.
L'autel a une dalle de marbre tandis que la partie inférieure est en pierre calcaire. 
L'argenterie de l'autel, composée d'un crucifix et de six chandeliers, a été composée par l'artiste Birger Haglund pour l'inauguration de l'église en 1958.

## Galerie

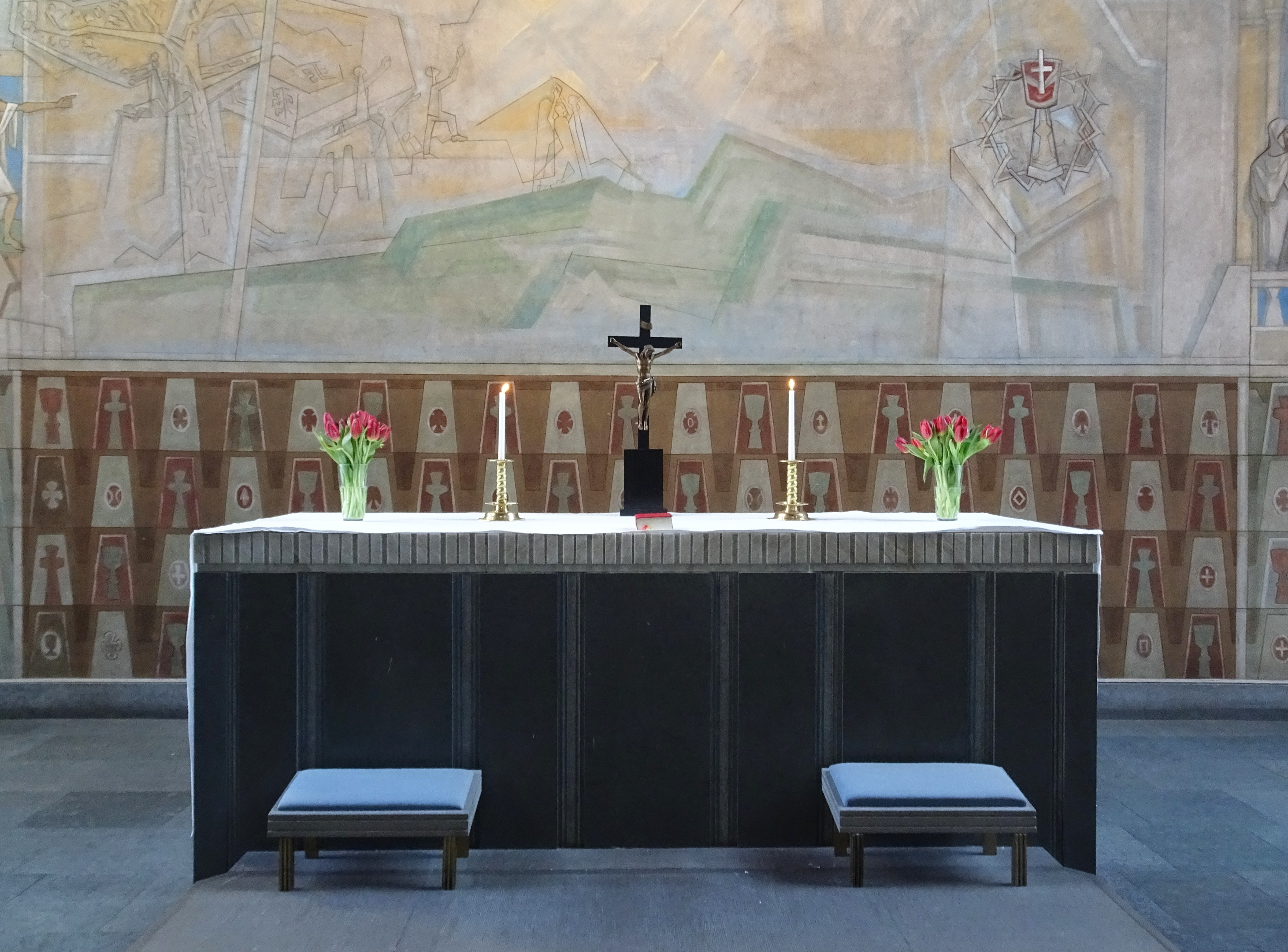
L’autel.
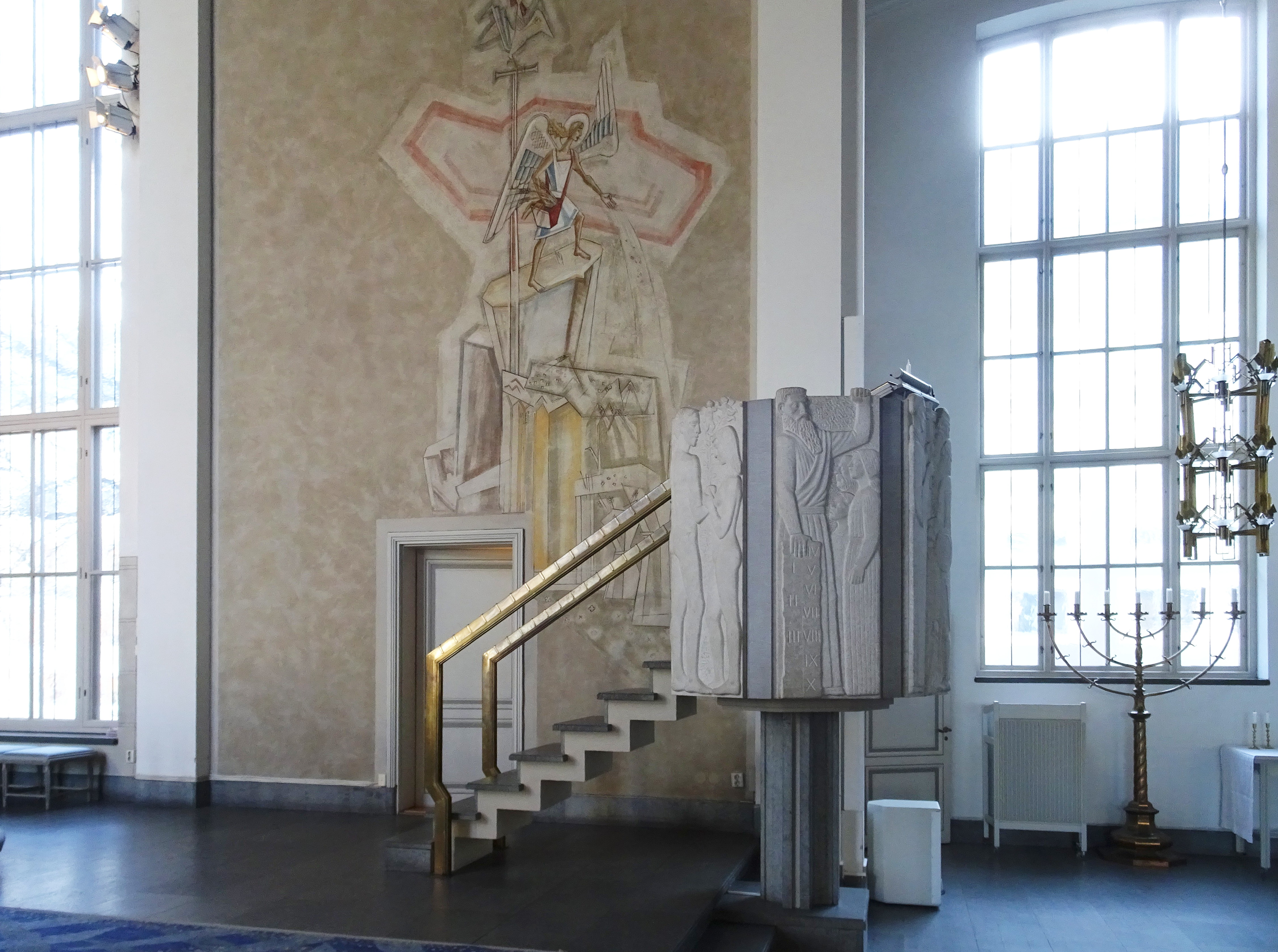
La chaire.
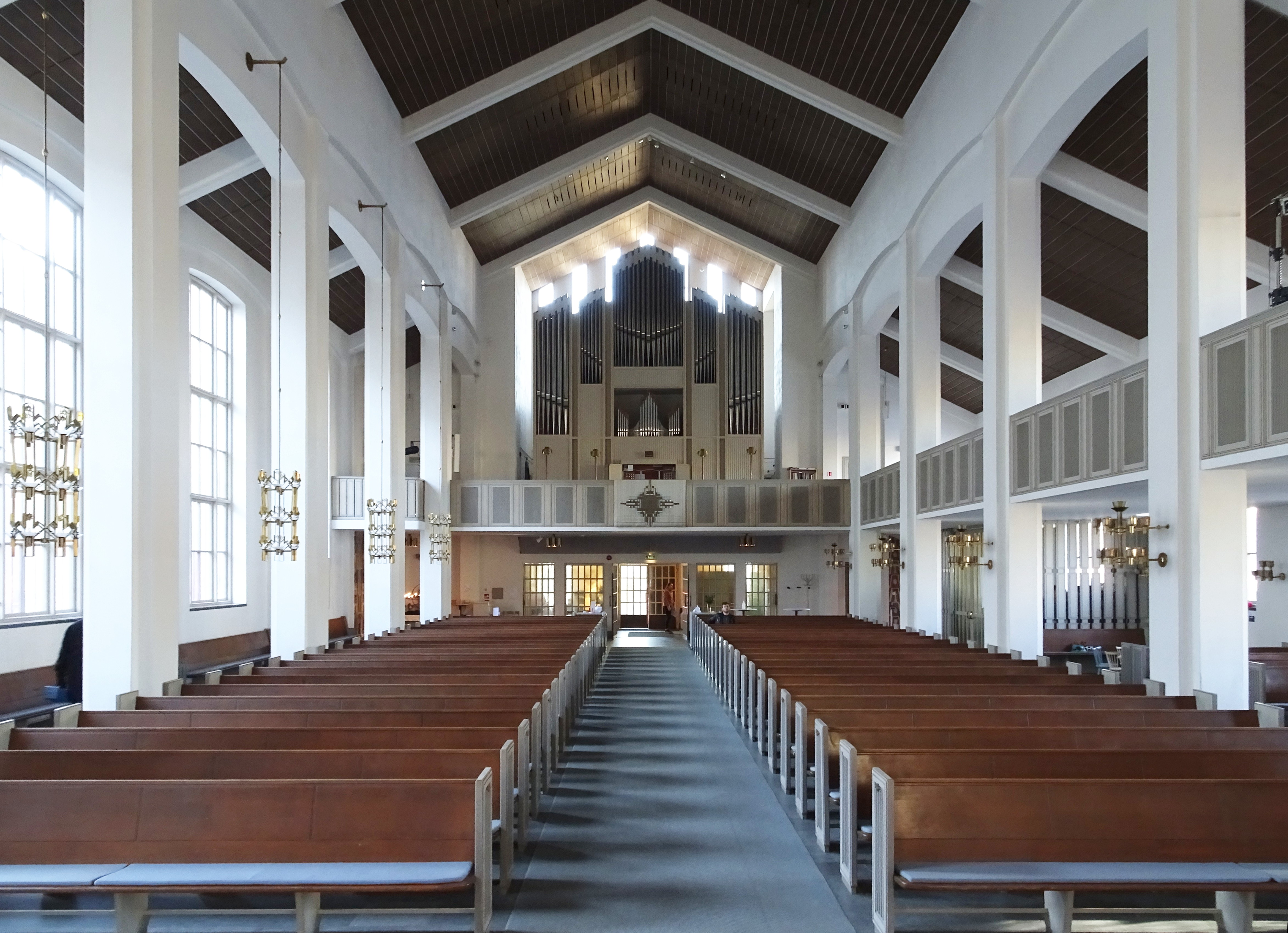
La nef.
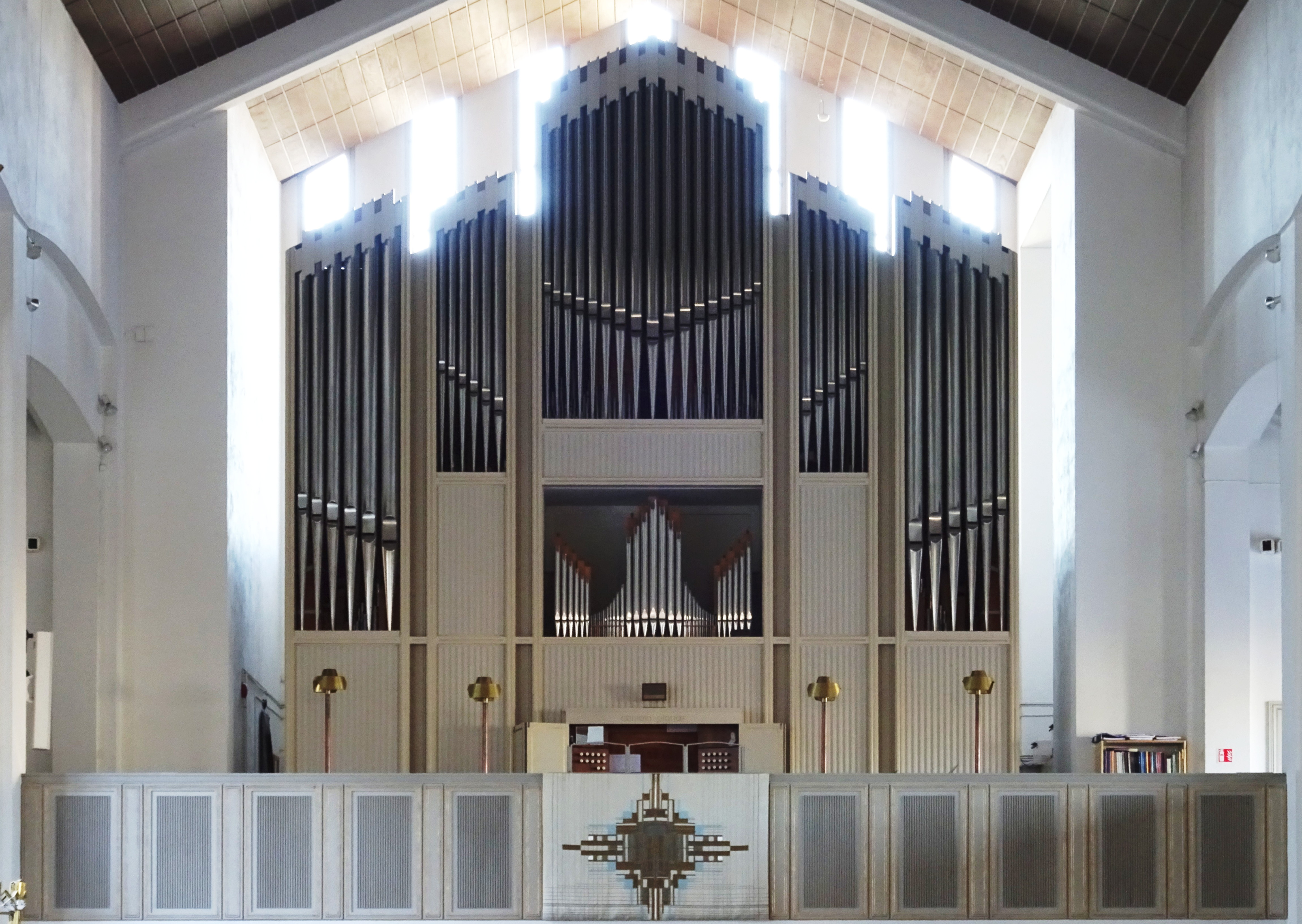
Le pupitre d'orgue et l'orgue principal.